# Agustín de Salazar
Agustín de Salazar y Torres (Almazán, Soria, 27 de abril de 1636 - Madrid, 29 de noviembre de 1675), fue un poeta y dramaturgo español del Siglo de Oro.

## Biografía
Sus padres, de esclarecido linaje, fueron Juan de Salazar y Bolea y Petronila de Torres y Montalbo. Con cinco años pasó a Nueva España con su tío don Marcos de Torres y Rueda, obispo de Yucatán, que murió siendo virrey de México, y a cuyo lado estuvo durante niñez y adolescencia. Estudió humanidades en la Universidad de México, donde destacó su inclinación a la poesía. Leyó poetas griegos, latinos, italianos y españoles y según refiere su biógrafo y amigo Juan de Vera Tassis, en ciertos ejercicios públicos recitó Salazar, no contando aún doce años de edad, en el Colegio de la Compañía de Jesús, las Soledades y el Polifemo, de Luis de Góngora de memoria, «comentando los más oscuros lugares, desatando las mis intrincadas dudas y respondiendo a los más sutiles argumentos que le proponían los que muchos años se habían ejercitado en su inteligencia y lectura». En la adolescencia, tras estudiar Artes, Cánones y Leyes, se aventajó en la teología y en la astrología y leyó mucha literatura erudita.
Volvió después a España en compañía del duque de Alburquerque, Francisco Fernández de la Cueva y Enríquez de Cabrera, virrey que había sido de México. Como dramaturgo fue discípulo de Calderón. La protección del Duque de Alburquerque, virrey ahora de Sicilia, propició su ascenso cortesano como uno de los más activos dramaturgos de las fiestas reales en la Corte durante la segunda mitad del siglo XVII y, en particular, en la década de los setenta. Casó en Madrid con Mariana Fernández de los Cobos, natural de Córdoba, hija de don Francisco Fernández González y de doña Francisca de los Cobos y Zea. Casi de inmediato pasó a Alemania con la Emperatriz (a quien escribió su Real Jornada, su Epitalamio y otras poesías festivas) en compañía del Duque de Alburquerque, que además de virrey fue nombrado capitán general del reino de Sicilia; allí marchó después y ocupó el puesto de sargento mayor de la provincia de Agrigento; el duque le hizo después su capitán de armas. A los treinta y tres años le atacó una larga enfermedad que le permitió sin embargo concluir la comedia El encanto en la hermosura, que anduvo un tiempo confundida entre las obras de Tirso de Molina, y murió «extenuado y atrófico» el 29 de noviembre de 1675.

## Obras
Compuso numerosos poemas jocoserios (fueron famosas Las estaciones del día, por ejemplo), en los que demostró poseer un verdadero sentido del humor. Se conservan asimismo muchas loas. No llegó a terminar La segunda Celestina, que es tal vez su mejor obra, y la concluyó su amigo Juan de Vera Tassis; sor Juana Inés de la Cruz le puso un final diferente, como fue propuesto por Guillermo Schmidhuber y Octavio Paz en 1990. Se trata en realidad de una anti Celestina, porque la protagonista se vale de su habilidad para obtener informaciones para prestigiar sus dotes adivinatorias, y hay parodias de conjuros y un cómico retrato de la hechicera a cargo del gracioso Tacón. Fueron muy apreciadas sus comedias mitológicas, excelentemente versificadas y entre las que destaca especialmente Los juegos olímpicos. También se ha editado recientemente El amor más desgraciado, Céfalo y Pocris, pieza estrenada entre 1667-69 en la corte virreinal de Sicilia, cuando el autor había vuelto ya de México y escrito en 1664 Elegir al enemigo para el tercer natalicio de Carlos II. Fueron recogidos sus poemas y obras dramáticas, precedidas por un discurso biográfico, por su amigo Diego Juan de Vera Tassis y Villarroel en los dos volúmenes póstumos de Cythara de Apolo (1681 el primero, dedicado a la reina madre doña Mariana de Austria y aprobado el 20 de enero de dicho año por Calderón, cuya muerte, ocurrida cuatro meses después, fue probablemente causa de que Vera Tassis dejase por entonces a un lado la publicación del segundo volumen de las Obras de Salazar hasta trece años después,1694, en que completó al fin la publicación interrumpida imprimiendo de nuevo la Primera parte de Poesías de Salazar, cuyas comedias, con sus loas, reunió y estampó formando Parte segunda, ambas con el primitivo título de Cythara de Apolo y dedicadas a un pariente del autor). Esta edición fue muy mal hecha, pues incluye obras que no son del autor; así lo declaró Gaspar Agustín de Lara en el prólogo que puso al frente de su Obelisco fúnebre a la memoria de Calderón (Madrid, 1684), donde dice: "Tampoco penetró el motivo de haber atribuido a don Agustín obras que tan manifiestamente se sabe que no son suyas, como es la Fábula de Orfeo (que es de Jáuregui), la comedia de don Juan Cuero de Tapia, caballero del hábito de Santiago, y regidor más antiguo desta corte (que yo he visto en sus borradores), y otras poesías de otros muchos ingenios que hoy viven...". Se conserva un opúsculo suyo impreso en Nueva España: Descripción de la entrada pública en México del Excmo. Sr. Duque de Alburquerque, México, por Hipólito de Ribera, 1653. Tradujo además epigramas del humanista valenciano Jaime Juan Falcó, de Jacopo Sannazaro, de Decio Ausonio, de Gerolamo Angeriano, Andrea Alciato, Paulus Silentiarius, Pentadio, Meleagro, Angelo Poliziano y Sexto Propercio.

## Textos

### Poesías líricas
- Cítara de Apolo. Ed. de Juan de Vera Tassis y Villarroel, Madrid: Francisco Sanz, 1681, 2 vols., incluye muchas junto a varias piezas teatrales. Hubo una segunda edición, también por Vera Tassis, en Madrid: Antonio González de Reyes por Alonso Montenegro y Joseph Bascoves, 1694.

### Comedias
- El amor más desgraciado, Céfalo y Pocris
- Elegir al enemigo
- El encanto es la hermosura, y el hechizo sin hechizo (La segunda Celestina)
- Los juegos olímpicos
- El juez que fue de sí mismo
- Más triunfa el amor rendido, El mayor triunfo de amor, Sin armas vence el amor
- La mejor flor de Sicilia, Santa Rosolea
- El mérito es la corona, y encantos de mar y amor
- También se ama en el abismo
- Tetis y Peleo
- Triunfo y venganza de amor
- La segunda Celestina

### Entremeses
- Entremés de la circunstancia.
- Entremés del corto de vista.
- Entremés de los osos.

### Autos sacramentales
- Olvidar por querer bien, auto al nacimiento del Hijo de Dios (auto sacramental).

### Loas
- Loa para la comedia de Eurídice y Orfeo.
- Loa para la comedia de Dar Tiempo al tiempo.

### Bailes
- Baile del amor perdido
- Baile de amor y celos
- Baile de amor y desdén
- Baile del carretero
- Baile entremesado de la casa del amor.
- Baile de las cuatro faltas.
- Baile de los elementos.
- Baile de las ferias de Madrid.
- Baile del herbolario.
- Baile de hermosura y discreción.
- Baile del juego del hombre.
- Baile de la lavandera.
- Baile del molinero.
- Baile de los muchachos de la escuela.
- Baile de las pinturas.
- Baile de rompe amor las flechas.

## Obras perdidas
- La jornada de la señora Emperatriz de Alemania, con el Epitalamio à sus Reales Bodas.
- Un auto sacramental
- Una comedia burlesca.
- El tratado Espejo de la Hermosura.
- Dos fábulas jocoserias, una en octavas y otra en romance.
- Los Metamorfoseos Mexicanos, a imitación de Ovidio.
- Traducciones de poetas griegos y latinos diversos y gran número de poesías sueltas líricas, sacras, heroicas, amorosas y burlescas.